# Midland Football League
Midland Football League je anglická fotbalová liga, která byla založena v roce 2014 sloučením Midland Alliance a Midland Combination.  Liga má čtyři divize, které se nacházejí na úrovních 9–12 anglické ligové pyramidy.